# 南区 (釜山広域市)

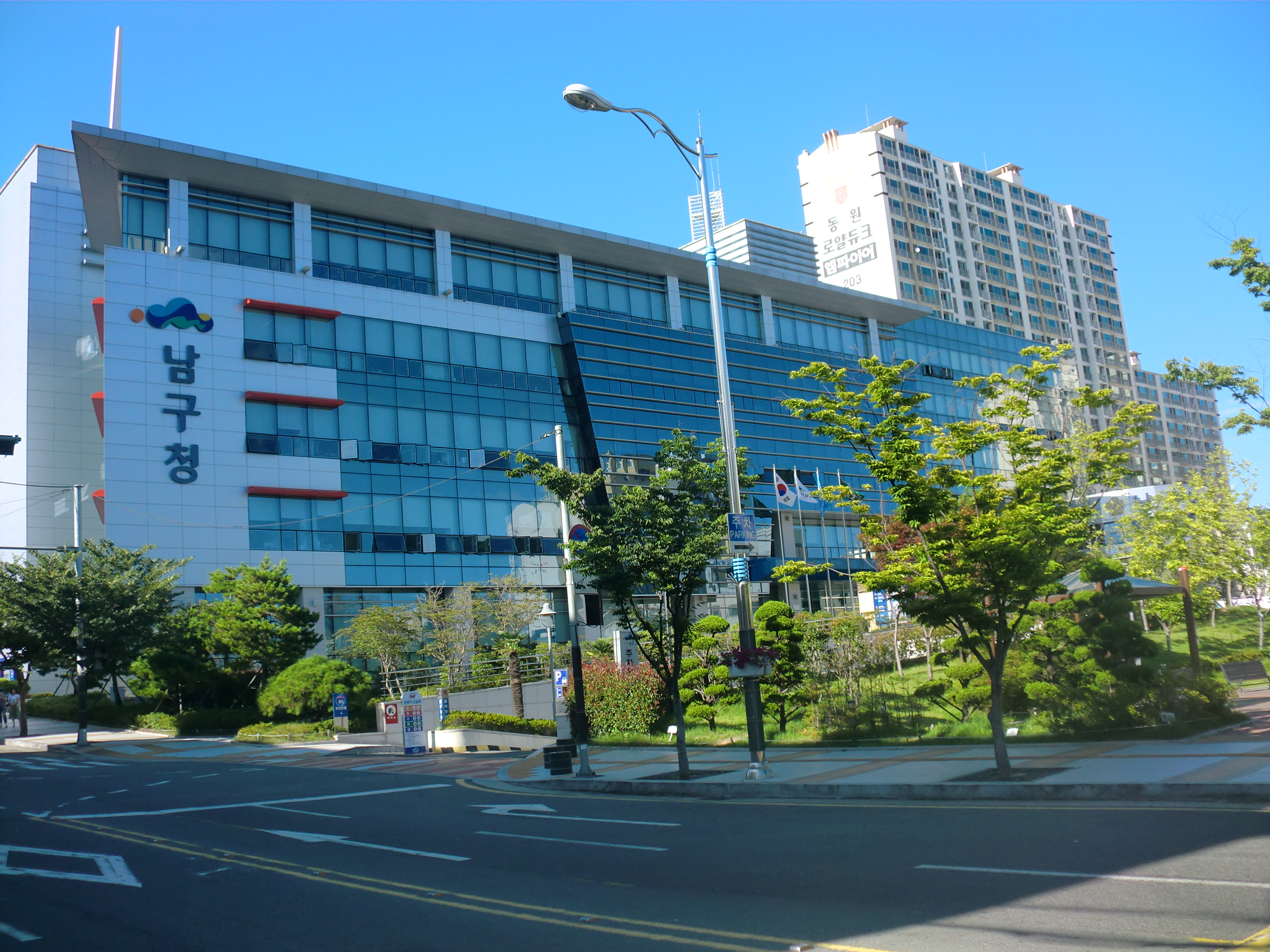
南区庁

南区（ナムく）は、大韓民国釜山広域市の区。

## 歴史
- 1975年10月1日 - 東萊区南川洞・水営洞・望美洞・広安洞・民楽洞、釜山鎮区大淵洞・龍湖洞・龍塘洞・戡蛮洞・牛岩洞・門峴洞、東区凡一洞の一部をもって、南区を設置。
- 1995年3月1日 - 南川洞・水営洞・望美洞・広安洞・民楽洞が水営区として分立。

## 行政

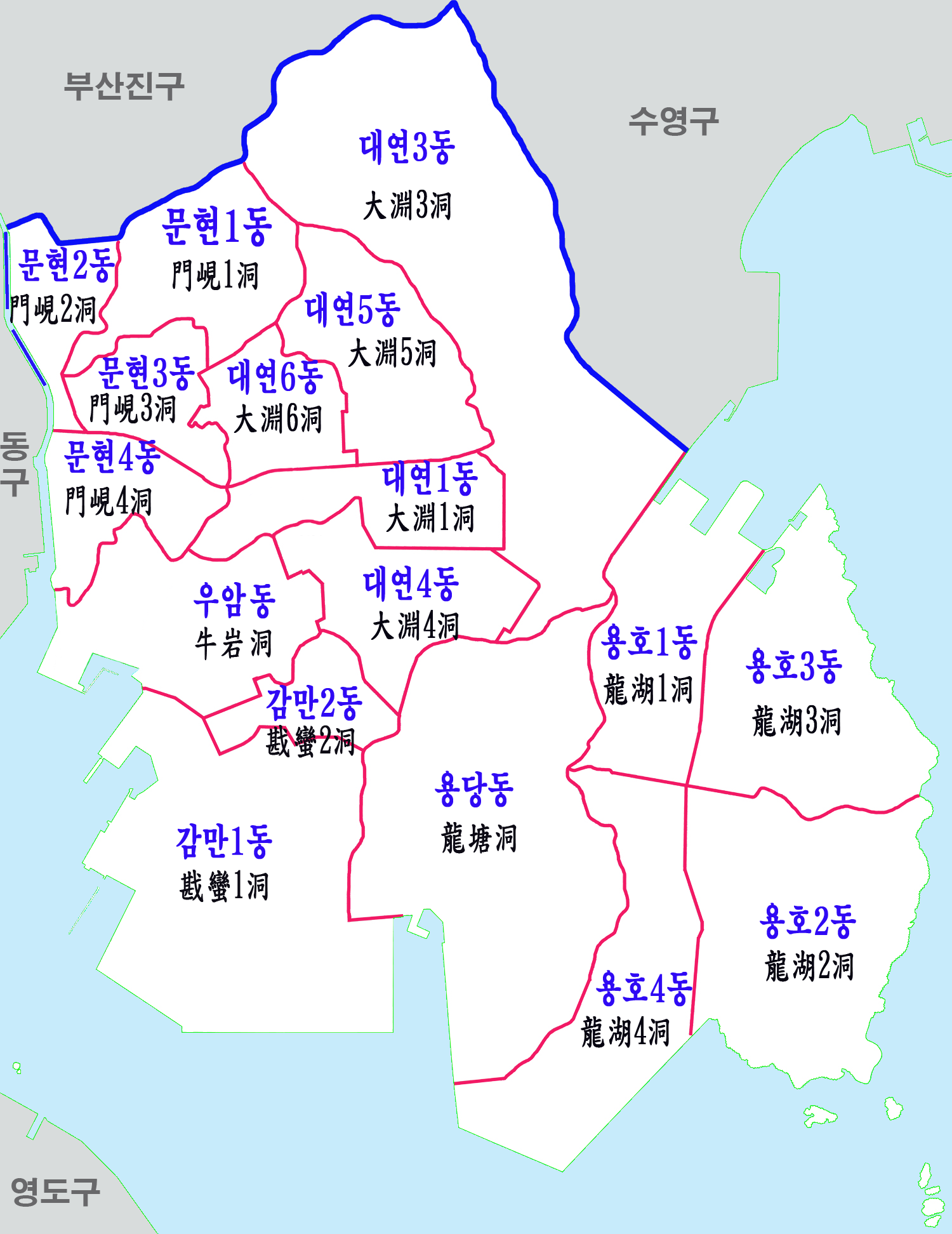
行政区域図

19の行政洞からなる。
| 行政洞                            | 法定洞 |
| --------------------------------- | ------ |
| 大淵第1洞（テヨンジェイルトン）   | 大淵洞 |
| 大淵第3洞（テヨンジェサムドン）   | 大淵洞 |
| 大淵第4洞（テヨンジェサドン）     | 大淵洞 |
| 大淵第5洞（テヨンジェオドン）     | 大淵洞 |
| 大淵第6洞（テヨンジェユクトン）   | 大淵洞 |
| 竜湖第1洞（ヨンホジェイルトン）   | 竜湖洞 |
| 竜湖第2洞（ヨンホジェイドン）     | 竜湖洞 |
| 竜湖第3洞（ヨンホジェサムドン）   | 竜湖洞 |
| 竜湖第4洞（ヨンホジェサドン）     | 竜湖洞 |
| 竜塘洞（ヨンダンドン）            | 竜塘洞 |
| 戡蛮第1洞（カンマンジェイルトン） | 戡蛮洞 |
| 戡蛮第2洞（カンマンジェイドン）   | 戡蛮洞 |
| 牛岩洞（ウアムドン）              | 牛岩洞 |
| 門峴第1洞（ムニョンジェイルトン） | 門峴洞 |
| 門峴第2洞（ムニョンジェイドン）   | 門峴洞 |
| 門峴第3洞（ムニョンジェサムドン） | 門峴洞 |
| 門峴第4洞（ムニョンジェサドン）   | 門峴洞 |

### 警察
- 釜山南部警察署
  - 門峴地区隊
  - 龍岩地区隊
  - 龍湖地区隊
  - 大淵地区隊
  - モッコル派出所
  - 牛岩派出所
  - 門峴2治安センター
  - 門峴4治安センター
  - 戡蛮治安センター
  - 龍湖1治安センター
  - 龍湖3治安センター
  - 大淵1治安センター
  - 大淵2治安センター

### 消防
- 南部消防署
  - 戡蛮119安全センター
  - 大淵119安全センター
  - 龍塘119安全センター

## 交通
- 韓国鉄道公社牛岩線
  - 牛岩駅 - 神仙台駅
- 釜山都市鉄道2号線
  - 慶星大・釜慶大駅 - 大淵駅 - モッコル駅 - チゲゴル駅 - 門峴駅 - 国際金融センター・釜山銀行駅

## 教育機関
- 釜慶大学校（부경대학교）（国立）
- 慶星大学校（경성대학교）

## 記念館・博物館
- 国立日帝強制動員歴史館
- 釜山博物館